# U 563
U 563 war ein deutsches U-Boot vom Typ VII C der Kriegsmarine im Zweiten Weltkrieg.

## Einsatzgeschichte
Nach der Indienststellung am 27. März 1941 unter Oberleutnant zur See Klaus Bargsten unternahm das bei Blohm & Voss gebaute U 563 bis zum Juli 1941 Ausbildungsfahrten und wurde dann als Frontboot eingesetzt. Bis zu seiner Versenkung am 31. Mai 1943 gehörte das Boot zur 1. U-Boot-Flottille. U 563 versenkte einen Zerstörer von 1870 t und drei Handelsschiffe mit zusammen 16.559 BRT und beschädigte zwei Handelsschiffe mit insgesamt 16.266 BRT.
Am 10. Juli verlegte das Boot zunächst von Kiel nach Helsingör und dann am 27./28 Juli nach Bergen an der Westküste Norwegens. Am 31. Juli lief das Boot von Bergen zu seiner ersten großen Unternehmung aus, bei der es an insgesamt drei aufeinander folgenden Rudelangriffen auf alliierte Geleitzüge beteiligt war, ohne jedoch einen Versenkungserfolg zu erzielen: „Grönland“ (10. – 23. August) im Nordatlantik, „Kurfürst“ (23. August – 2. September) im Nordatlantik, und „Seewolf“ (2. – 7. September 1941) westlich von Irland. Am 10. September lief das Boot dann nach 42 Tagen auf See in Brest ein.

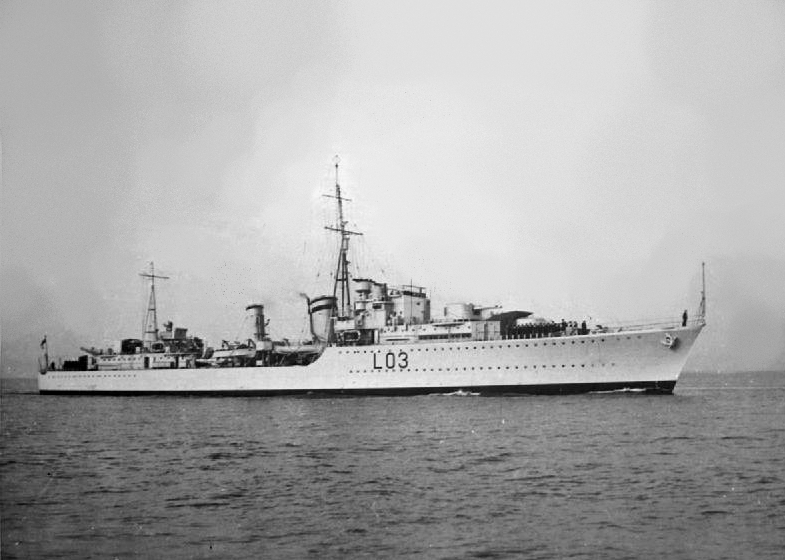
Die Cossack

### GeleitzugHG 75
Auf seiner zweiten Unternehmung, vom 4. Oktober bis zum 1. November 1941 patrouillierte U 563 im Nordatlantik, westlich von Gibraltar und bei Kap Trafalgar. Es wurde zu Beginn der Unternehmung der U-Bootgruppe „Breslau“ (4. – 29. Oktober 1941) zugeteilt, deren fünf Boote sich eine harte Geleitzugschlacht mit den Sicherungskräften des Geleitzugs HG 75 lieferten. Als der Geleitzug am 22. Oktober Gibraltar verließ, wurde er von den deutschen U-Booten erwartet. In der Nacht zum 24. Oktober schoss Bargsten zwei Torpedos auf einen bis dahin unidentifizierten Zerstörer der Geleitzugsicherung, erhorchte kurz darauf zwei Detonationen, nahm aber an, dass er einen der Frachter des Konvois getroffen hatte. Tatsächlich hatte er den britischen Zerstörer Cossack (1870 t) torpediert, dem durch die Detonation das gesamte Vorschiff wegbrach (Lage). Der britische Zerstörer sank drei Tage später, nachdem man bei dem Versuch, ihn nach Gibraltar zu schleppen, in schwerem Wetter die Schlepptaue kappen musste; 159 Mann seiner Besatzung kamen dabei ums Leben. Bei einem erneuten Angriff auf den Konvoi am 25. Oktober wurde U 563 von der britischen Korvette HMS Heliotrope (K03) mit Wasserbomben angegriffen und abgedrängt, ohne jedoch Schaden zu nehmen. U 563 lief am 1. November 1941 wieder in Brest ein.

### Verlegung zurück nach Deutschland
Nach dem Auslaufen aus Brest am 29. November zu seiner dritten Feindfahrt wurde U 563 am 30. November in der Biskaya von einem britischen Bomber des Typs Armstrong Whitworth Whitley der RAF Squadron 502 überrascht und durch den Abwurf von sechs Wasserbomben so schwer beschädigt, dass es zum Auftauchen gezwungen wurde. Das Flugzeug beschoss das Boot dann mit seinem Bord-MG, wobei zwei Besatzungsmitglieder sowie Bargsten (zwei Schüsse in die Schulter) schwer verwundet wurden. Zwar gelang es Bargsten am 3. Dezember den Hafen von Lorient zu erreichen, aber die Schäden am Boot waren so erheblich, dass es zur Reparatur nach Deutschland beordert wurde. Die Heimfahrt wurde durch die Tauchunfähigkeit des Boots sehr erschwert. Das Boot verließ Lorient am 21. Januar 1942 und erreichte Bergen (Norwegen) 14 Tage später am 3. Februar. U 563 lief am 7. Februar wieder aus Bergen aus und kam am 11. Februar in Hamburg an.

### PantherundPuma
Nach der Reparatur übernahm Kapitänleutnant Götz von Hartmann am 1. April 1942 das Boot. U 563 verließ Kiel am 1. Oktober 1942, operierte mit den beiden U-Boot-Rudeln „Panther“ (11. – 16. Oktober 1942) und „Puma“ (16. – 29. Oktober 1942) im Nordatlantik und lief am 6. November in Brest ein, ohne dabei ein Schiff versenkt oder beschädigt zu haben.

### Herbst '42 und Frühjahr '43 im Nordatlantik
Auf der folgenden Unternehmung (9. Dezember 1942 – 14. Januar 1943) versenkte Hartmann am 18. Dezember etwa 330 Seemeilen nordwestlich des Kap Finisterre den britischen Frachter Bretwalda (4906 BRT, 1 Toter, 55 Überlebende), einen Nachzügler aus dem Geleitzug MKS-3Y. Die dann folgende Teilnahme an der U-Bootgruppe „Falke“ (28. Dezember 1942 – 5. Januar 1943) im Nordatlantik war erfolglos.
Die nächste Unternehmung begann am 20. März und endete am 18. April 1943. Der Angriff einer Bristol Beaufighter am 22. März verursachte nur geringe Schäden. Das Boot operierte dann vom 1. bis 10. April im Rahmen der U-Bootgruppe „Löwenherz“, das den Geleitzug HX 231 angriff. Am 5. April beschädigte U 563 dabei den US-amerikanischen Tanker Sunoil (9005 BRT), der aufgrund von Maschinenproblemen dem Konvoi nicht mehr folgen konnte. Am 7. April hatte das Boot den Verlust von zwei Besatzungsmitgliedern zu beklagen: Beim Angriff eines B-24 Liberator Bombers der RAF Squadron 86 musste das Boot so schnell Alarmtauchen, dass zwei Mann von Bord gerissen wurden. Die drei abgeworfenen Wasserbomben verursachten dagegen nur geringe Schäden.
Danach war das Boot Teil der U-Boot-Gruppe “Lerche” (10. – 16. April 1943), die den folgenden Konvoi HX-232 angriff. Am 12. April beschädigte U 563 südöstlich von Kap Farvel (Grönland) das britische Motorschiff Fresno City (7261 BRT) und versenkte den britischen Frachter Pacific Grove (7117 BRT) (Lage) und den niederländischen Frachter Ulysses (2666 BRT) (Lage); die drei Schiffe gehörten zum Konvoi HX-232.

### Versenkung
Am 16. Mai 1943 verließ Kapitänleutnant Götz von Hartmann das Boot, und neuer Kommandant wurde am 21. Mai Oberleutnant zur See Gustav Borchardt.
Am 29. Mai lief U 563 von Brest zu seiner nächsten Unternehmung aus. Am 31. Mai wurde es im Golf von Biskaya südwestlich von Brest auf Position 46° 35′ N, 10° 40′ W durch Wasserbomben von zwei britischen und einem australischen Flugzeug versenkt. Dabei kam die gesamte Bootsbesatzung ums Leben.